# Soultzmatt
 Soultzmatt  es una comuna y población de Francia, en la región de Alsacia, departamento de Alto Rin, en el distrito de Guebwiller y cantón de Rouffach.
Su población en el censo de 1999 era de 2.138 habitantes. Su aglomeración urbana –que además incluye Westhalten- alcanzaba los 2.954 habitantes.
Está integrada en la Communauté de communes du Val de Soultzmatt-la Vallée Noble, de la que es la mayor población.